# أيقونة

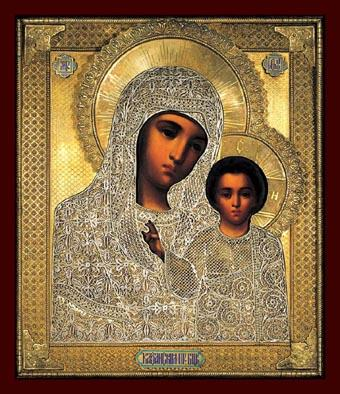

أيقونة هي تعريب لكلمة يونانية تعني صورة "εἰκών "أو شبه، مثال، تصنع وفق أساليب محددة وبالنظر لاعتبارات لاهوتية محددة، بالتزامن مع صلاة الرسام أثناء عملها أيضا، لكي تخدم أغراض العبادة وترتقي بحياة الناظر إليها من الأمور الأرضية للروحية. لكنها من حيث المعنى الدقيق أبعد أيضا من التصوير فرسم إشارة الصليب هو أيقونة وخلق الله للإنسان على صورته ومثاله هو أيقونة والأفعى النحاسية في العهد القديم أيقونة للسيد المسيح في العهد الجديد ومن هنا نجد أن معنى الأيقونة يتجاوز ذلك ليصل إلى حد أن نعتبر العهد القديم برموزه كأيقونة للعهد الجديد فالأيقونة تعني أيضا باليونانية الكتابة المقدسة وممن هنا قد يصادفنا مصطلح كتابة الأيقونة بدلا من رسم الأيقونة.و هنا الأيقونة على حسب القديس يوحنا مكسموفتش تصبح اندماجا بين الرمز والرسم وكلمة أيقونجرافيا أو iconography نجد أنه من مقطعين icon رسم شبه مثال والمقطع التالي هو graphy والتي تأتي من الكلمة اليونانية غرافو والتي تعني يكتب.
.تمتد الأيقونة في الفكر اللاهوتي لتعبر عن المرئيات المروحنة أو عن الأشخاص في حالة الغبطة الإلهية يقول فلاديمير لوسكي عن الأيقونة بأنها(أول درجة من درجات الملكوت) فالأيقونة في الفكر الروسي هي نافذة على الملكوت لذا نجد كثيرا هالات الأشخاص تمتد إلى ما بعد الإطار الداخلي لتوحي لك بأن الشخص المرسوم يطل عليك من نافذة من العالم الآخر وهي لدى يوحنا الدمشقي بدء سلسلة من المراحل الروحية في حياة الشخص

## الأيقونة في اللاهوت

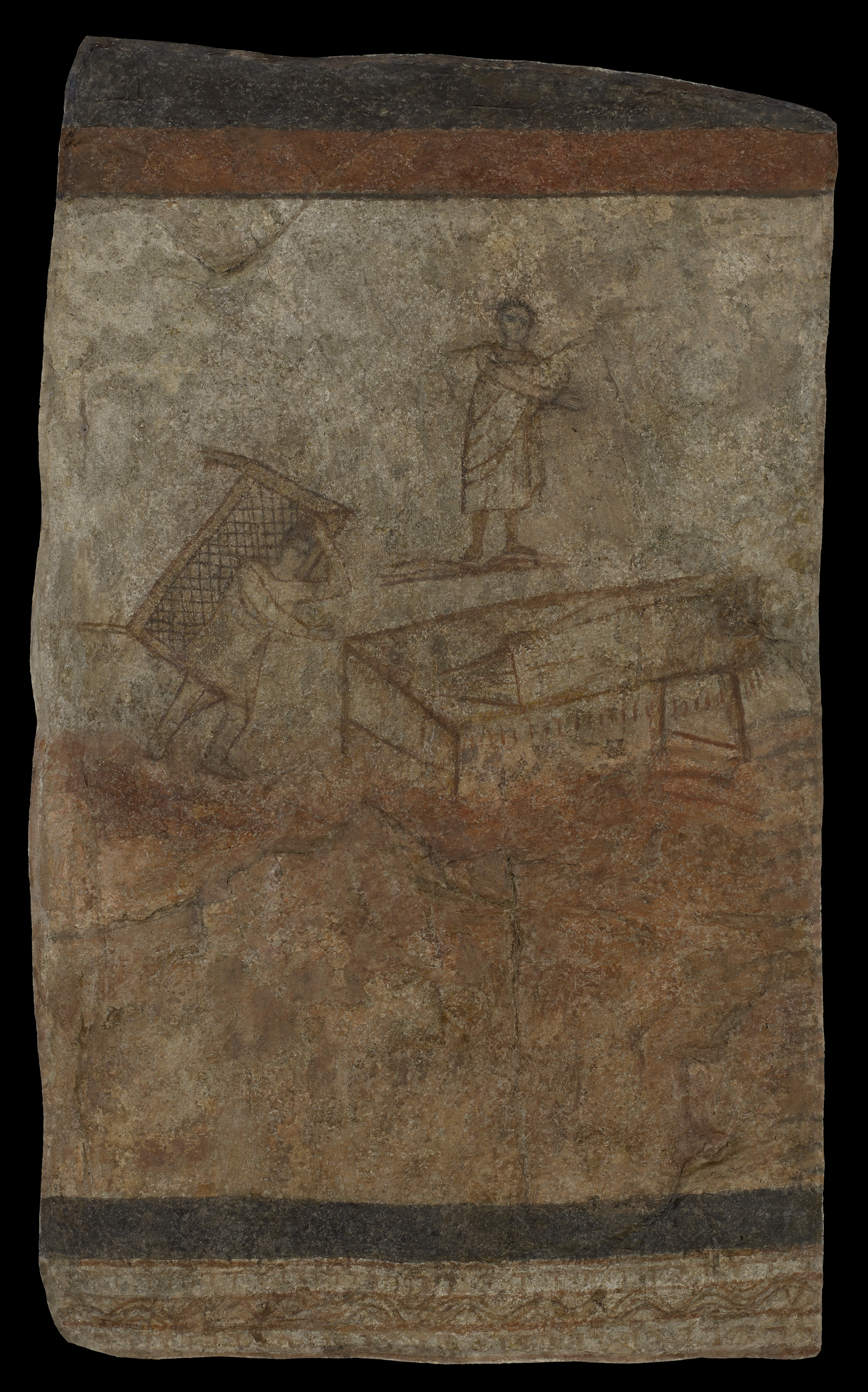
صورة للوحة يسوع وهو يداوي أحد المصابين بالشلل، تعود إلى حوالي عام 232 م، اقتطعت من جدار المعمودية في كنيسة دورا أوربوس، بالقرب من دير الزور، سوريا. وهي واحدة من أقدم الصور البصرية للمسيح. محفوظة الآن في معرض الفنون بجامعة يل

إن الأيقونة من حيث الفكر اللاهوتي تعالج من منطلقين وخبرتين
- «الخبرة الوثنية» حيث يرى بعض المؤرخين واللاهوتيين (الأسقف سابا (إسبر)، الأب سامي حلاق، الارشمندريت انطوان هبي)أن الأيقونة هي نتاج خبرة وثنية تم تعميدها معتمدين على مجافاة التصوير لدى اليهود ولدى هؤلاء يرون بداءة التصوير والرسم كانت بالرموزفقط ثم تطورت
- «الخبرة اليهودية» حيث تؤيد الاكتشافات الأثرية الحديثة والكتاب المقدس، وجود الأيقونة في العهد القديم (الأب جون وايتفورد، شاكر اللعيبي، الأب متى المسكين) وهنا نرى الاعتماد على وجود الأيقونات كخبرة كتابية موجودة في المنطقة و

على المكتشفات الأثرية كالكنيس اليهودي في دورا أوربوس (بالقرب من مدينة الصالحية السورية)و المحفوظة في متحف دمشق.
تُعْتَبَرُ الأَيْقُوْنَةُ وَسِيْلَةَ تَمْجيْدٍ وَتَسْبيْحٍ وَتَعْلِيْم، فَهِيَ تُظْهِرُ الأَشْيَاءَ المُقَدَّسَةَ التي تُوْحِي بالمَاوَرَائِيَّاتِ، دُوْنَمَا الاقْتِصَار عَلَى جَمَالِيَّةِ اللَّوْحَةِ أَوْ دَلالَتِهَا الدِّيْنِيَّةِ، وَالتي اكْتَسَبَتْ قِيْمَتَهَا الفَنِّيَّة مِنْ خِلاَلِ إِطَارِهَا الدِّيْنِيْ، لِذَلِكَ تُعْتَبَرُ الأَيْقُوْنَةُ لاهُوْتًا جَمَالِيَّا، لا يُهِمُِ رَاسِمَهَا الجَمَالَ الفَنِّيّ فَحَسْب، بَلْ يَسْتَخْدِمُ الجَّمَالَ لِيُثِيْرَ الانْفِعَالاتِ الرُّوْحِيَّةِ وَيُحَرِّكَ العَوَاطِفَ الكَامِنَةَ مُوَلِّدًا الإِيْمَانَ فِي قَلْبِ المُشَاهِدِ وَالمُصَلِّيْ مَعًا.
تَتَجَلَّى فَلْسَفَةُ رَسْمِ الأَيْقُوْنَةِ عَبْرَ مَا يَسْتَقِيْهِ الفَنَّانُ مِنْ تَعَالِيْمِ الإنجيل، وَرُؤْيَتُهَا لِلْخَلْقِ وَالخَالِقِ فِي آَنٍ مَعًا، فَمَنْ يَنْظُرُ إلى أَيْقُوْنَةِ العَشَاءِ السِرِّي عَلَى سَبيْلِ المِثَالَ، سَيَرَى النُّوْرَ مُنْبَثِقًا مِنْ شَخْصِيَّاتِ الأَيْقُوْنَةِ التي تَضُمُّ المَسِيْحَ وَتَلامِيْذَهُ، عَلَى نَقِيْضِ التَّصْوِيْرِ العَادِيّ الذِي يَأْخُذُ بعَيْنِ الاعَتْبَارِ ظِلَّ الأَشْيَاءِ وَأَبْعَادَهَا، لكَوْنِ مَصْدَرِ النُّوْرِ خَارِجيًا وَليْسَ دَاخِلِيَّا، كَمَا هُوَ الحَالُ فِي الرُّسُوْمَاتِ المُقُدَّسَةِ التي يَنْتَصِرُ فِيْهَا النُّوْرُ عَلَى الظُلْمَةِ، وَهَذَا مَا يُدْعَى بالِإشْرَاقِ الذي لا يَنْدَرِجُ فِي مَكَانٍ وَلا زَمَانْ، بَلْ يَتَخَطَّاهُمَا، لِتَبْدُوَ الصُّوْرَةُ المُقَدَّسَةُ بمَظْهَرَيْن: مَظْهَرٌ خَارِجيٌّ طَبيْعِيٌ وَاضِحٌ لِلْعَيَانِ، وَمَظْهَرٌ رَمْزِيٌّ سِرِّيٌ يُحَاكِي النَّفْس، وَتَبْرُزُ مَعَانِيْهِ مِنْ خِلالِ لُغَةِ الأَلْوَانِ الرَّمْزِيَّة. وَمِنْ هُنَا تَجْدُرُ الإشَارَةُ إِلى أَنَّ المَسِيْحِيِّينَ الأَوَائِلَ قَدْ اسْتَفَادُوا مِنْ مَصَادِرَ عَدِيْدَة اسْتَخْدَمَت هَذِهِ الرُّمُوْز، وَاعْتَمَدُوْهَا فِي التَّعْبيْرِ عَنْ إِيْمَانِهِمْ، فَمِنَ الوَثَنِيَّةِ مَثَلًا أَخَذُوْا السَّفِيْنَةَ رَمْزًا لِلْكَنِيْسَةِ، وَالطَّاوُوْسَ رَمْزًا لِجَمَالِ الفِرْدَوْس، وَرَمْزُ السَّمَكَةِ الذي يَدُلُّ عَلَى المَسِيْح، وَمِنْ هَذِهِ الرُّمُوْزِ أَيْضًا المِرْسَاةُ وَالحَمَامَة.
كَمَا يَنْشُدُ الفَنُّ الكَنَسِيُّ إِيْصَالَ حَقَائِقِ الإِيْمَانِ وَتَفَاصِيْلِهِ إلى البُسَطَاءِ مِنَ المَسِيْحِيِّيْنَ مِنْ خِلاَلِ تَكْوِيْنِ مَجْمُوْعَةٍ بَصَرِيَّةٍ تُحْفَظُ فِي الذِّهْنِ تَلْقَائِيًا، وَمِنْهَا يَسْتَقِي الإِنْسَانُ تَعْرِيْفَاتِ وَمُحَدِّدَاتِ الإِيْمَانِ دُوْنَمَا الحَاجَةُ إِلَى بَذْلِ جُهْدٍ فِي تَحْلِيْلِهَا، فَالأَيْقُوْنَةُ هِي أَدَاةٌ لِشَرْحِ اللَّاهُوْتِيَّاتِ لِلْبُسَطَاءِ، وَتَتَلَقَّىَ تِلْكَ الرُّسُوْمَاتُ مُعْطَيَاتِهَا مِنَ النُّصُوْصِ الكِتَابِيَّةِ وَالنُّصُوْصِ الآَبَائِيَّةِ، فَضْلًا عَنْ الإسْتِنَارَةِ الخَاصَّةِ بالفَنَّانِ، وَالتي تَطْبَعُ عَمَلَهُ برُوْحَانِيَّةٍ تُقَرِّبُ مَسَافَاتِ الفَنِّ إلى القَلْبِ وَالوُجْدَانْ. إلّا أَنَّ تِلْكَ الحَقِيْقَةُ لا تَعْنِي أَنَّ الأَيْقُونَةَ أَدَاةٌ لِلْبُسَطَاءِ فَحَسْب، لَكَوْنِهَا أَدَاةَ تَوَاصُلٍ لِمَنْ يَمْلِكُوْنَ خَيَالًا خِصْبًا وَذِهْنًا جَمَالِيًا، وَمَنْطِقًا لا يَتَوَقَّفُ عِنْدَ الحَقِيْقَةِ المُجَرَّدّةِ. فَإِنْ كَانَ النَّصُ أَدَاةَ العَقْلانِيِّيْنَ فِي التَّوَاصُلِ مَعَ الله وَفَهْمِ الحَقَائِقِ اللَّاهُوْتِيَّةِ، فَإِنَّ الأَيْقُوْنَةَ تَبْقَى أَدَاةَ ذَوِي الخَيَالِ الرَّحْبِ لِمَعْرِفَةِ الله وَطَبيْعَتِهِ.

## الأيقونة والتقسيمات اللاهوتية
تتشكل الأيقونة بين الكتاب المقدس والتاريخ في عدة مراحل ومفاهيم بل وعدة أنماط لاهوتية
1. الرمزية :

حيث نلاحظ ظهور الرمز في الفن الطقسي بشكل مكثف على عدة أوجه وهي كالحية النحاسية التي كانت رمزا للسيد المسيح والرمز هنا له قوة شفائية بالرغم من كونه لم تفهم صلته بيسوع إلا في العهد الجديد يوحنا 3 : 14 ومن هذه الرموز أيضا السمكة، الحمل.
1. الواقعية:

و هنا نجد الظهور والانفجار الكبير في الفن الطقسي كما هيكل سليمان في العهد القديم بكل ما فيه من بناء وزخارف وأيقونات الكروبيم على جدران قدس الأقداس وكامل الهيكل من الداخل ولخارج وهنا نجد الفعل الإلهي يستجيب من بين الشاكيناه حيث نور الرب وصوته من بين الكروبين فوق تابوت العهد، ومن هذه المرحلة الواقعية نجد الراعي الصالح، ذبيحة اسحق، المشاهد الكتابية، التي تشكل ظلا للعهد الجديد
1. التاريخ :

هذه المرحلة التاريخية تدخلنا في المعنى الرمزي والواقعي لكنها تجلبها للمعنى المسيحي. فالفن هنا هو نقل للحقيقة فالأفعى النحاسية التي كانت ترسم للشفاء أصبحنا الآن نرسم يسوع على الأيقونة وننظر إليه وأصبحنا نرسمها ونشكلها على عصا الأسقف وهنا أصبحنا نرسم يسوع مرفوعا على الصليب ليقابل رفع الأفعى وذبيحة اسحق وأيقونة يسوع كونه الراعي الصالح تتميما لما جاء في المزمور ((الرب راعي....))

## الأيقونة تاريخياً

### المرحلة الأولى من القرن الثاني للرابع الميلادي

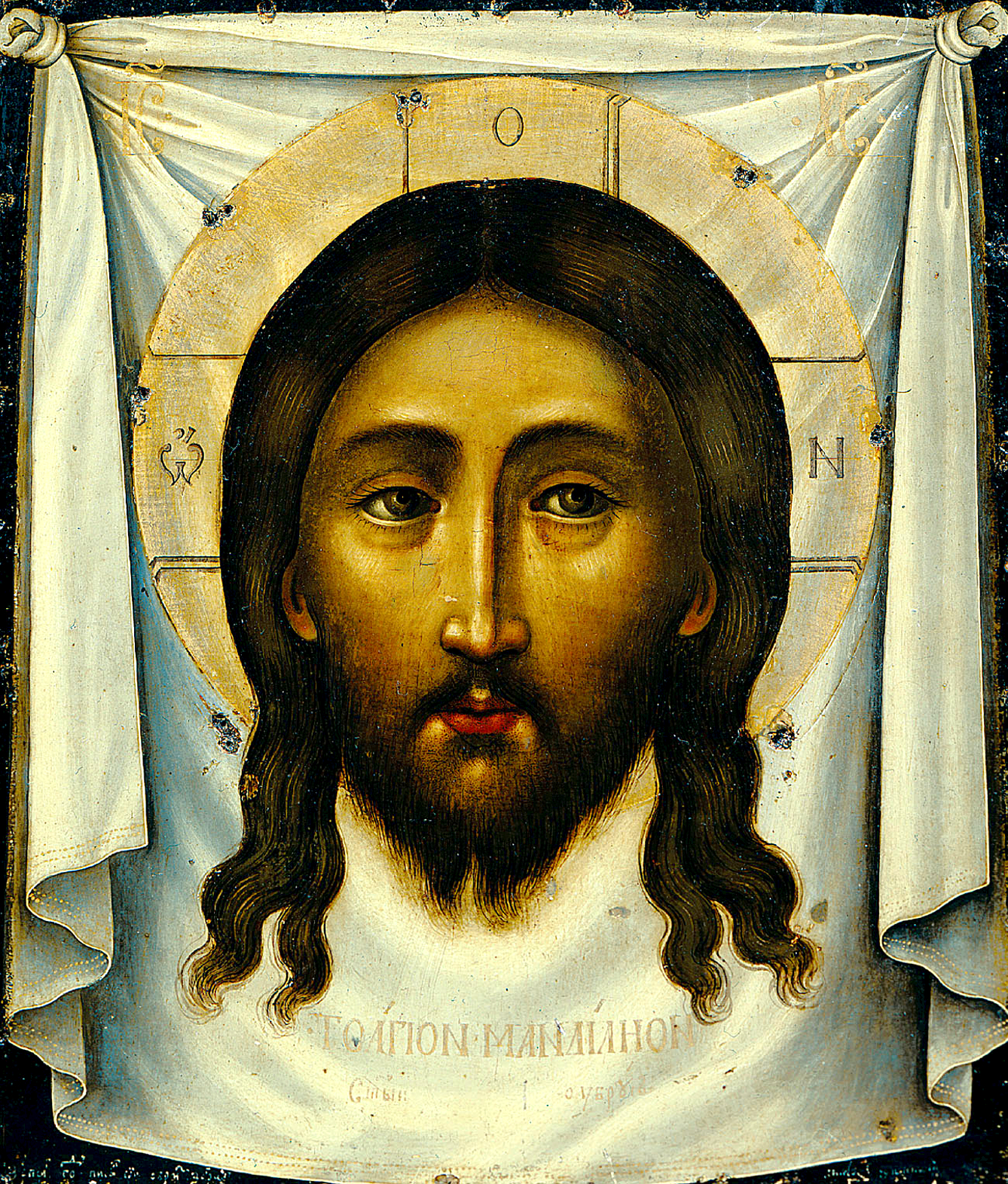

تأتني هذه المرحلة بالاعتماد على الخلفية اليهودية الفقيرة نوعا ما فنيا، ذلك كون الاضطهاد الديني الذي تعرض له اليهود على يد السلوقيين أدى لانعكاسات سلبية في بعض المناطق حيث يتكلم أوريجانيس أنه على أيامه لم يكن من بين اليهود من مصور أو صانع تماثيل,
لكن هذا لم يمنع وجود بعض المناطق التي حافظت على هذا التقليد كدورا اوربوس والتي امتازت بكونها مدينة حدودية مع الإمبراطورية الساسانية, هنا نجد التعبير الديني الرمزي بكثرة بالإضافة للتعبير الأيقونوغرافي الواقعي (الكرمة، العنب، الكأس المقدسة، الراعي الصالح, الأفعى، طغراء المسيح، الطاووس، الحمامة)و هنا نجد تأثيرا كبيرا للحياة والواقع الذي أجبر المسيحيين على عدم التركيز الشديد على الأيقونة كالغنوصية والاضطهاد بالإضافة إلى كون المسيحيين لم يبدؤوا بالاجتماعات الخاصة بهم بأبنية خاصة إلا بعد مجمع جمنيا حيث كانوا يجتمعون في المحافل اليهودية والهيكل، أما الخلفية الوثنية لم تكن بأحسن حال ذلك أن المسيحي من أصل وثني كانوا يتميزون بكره مرعب للتصوير والتمثيل حتى من كان منهم من الفلاسفة الفيثاغوريين أو الرواقيين, وبالانتقال التدريجي بين القرون المذكورة أعلاه نج ظهور أيقونات الرسل إلى جانب يسوع بشكل رئيسية وظهور أيقونات للسيدة العذراء حتى نهاية القرن الرابع (مقبرة بريسكلا روما والدياميس الشهيرة) بالإضافة للايقونات الواقعية اللاهوتية وهنا يسود النمط الهيلينستي الروماني بشكل عام

### المرحلة الثانية من القرن الرابع للقرن السادس الميلادي
طورت المسيحية الشكل الفني وبدأت بالخط الرسمي لها نوعا ما لأننا هنا أصبحنا نشهد أيقونات للقديسين إلى جانب أيقونات يسوع ومريم العذراء والأيقونات التاريخية وقد سادت هنا التأثيرات الكهنوتية في الشخوص والوقفات والخط الخارجي والتي أتت من الكنيسة الأنطاكية وبالتحديد الأسلوب التدمري وأساليب التشخيص من الإسكندرية وروما أما التأسيس التقني فمن الإسكندرية أيضا(أسلوب بورتريهات الفيوم) أما الزخارف فهي تتبع للزخارف الكلدانية والأناقة والرصانة من العاصمة البيزنطية وهنا نجد أن فن الأيقونة تشكل «عالميا»فهو تركة لكل الدول والشعوب التي ساهمت به
الواقع أن هذه المرحلة ورثت جدلا لاهوتيا من المرحلة الأولى عن شرعية التصوير فكان لنا بين المرحلتين السابقتين سجال بين الآباء والكتاب المؤيدين والمعارضين كأمثال أوريجنيس، إيفاغريوس، يوحنا فم الذهب، باسيليوس النيصصي، ترتليان، ايريناوس الليوني، أغسطينوس.

### المرحلة الثالثة من القرن السابع للقرن التاسع الميلادي
عرفت الأيقونة ردة عنيفة وذلك بسبب حرب الأيقونات التي أتت على مرحلتين من 712 – 787 ومن 813 - 843 والتي تعرف الأيكونوكلاسم، حيث سادت حركة تحطيم للأيقونات ورفض بل وتحريم تصويرها من قبل عد من الأباطرة البيزنطيين كلاون السوري (ليو الثالث) استغرقت الكنيسة فترة لا بأس بها حوالي القرن والنيف بالرغم من معارضتها لهذه البدعة حتى تنتصر عليها وعقدت عدة مجامع كان آخرها المجمع المسكوني السابع والحق يقال إن حركة تحطيم الأيقونات كما يذكرها بلكان في تاريخ الكنيسة كانت من وراء التأثير الإسلامي المعاد للتصوير فالأباطرة المعادون للأيقونات كانوا كلهم من مدن تعتبر مراس للفكر الإسلامي ضمن الدولة الرومانية البيزنطية ناهيك عن أنه يقال أن أول من قام بالتحطيم لم يكن الأباطرة البيزنطيون بل الخليفة يزيد بن معاوية فينسب له أمر بتحطيم كل الصور التي في الأراضي التابعة لمملكته.

## مكونات الأيقونة وعناصرها

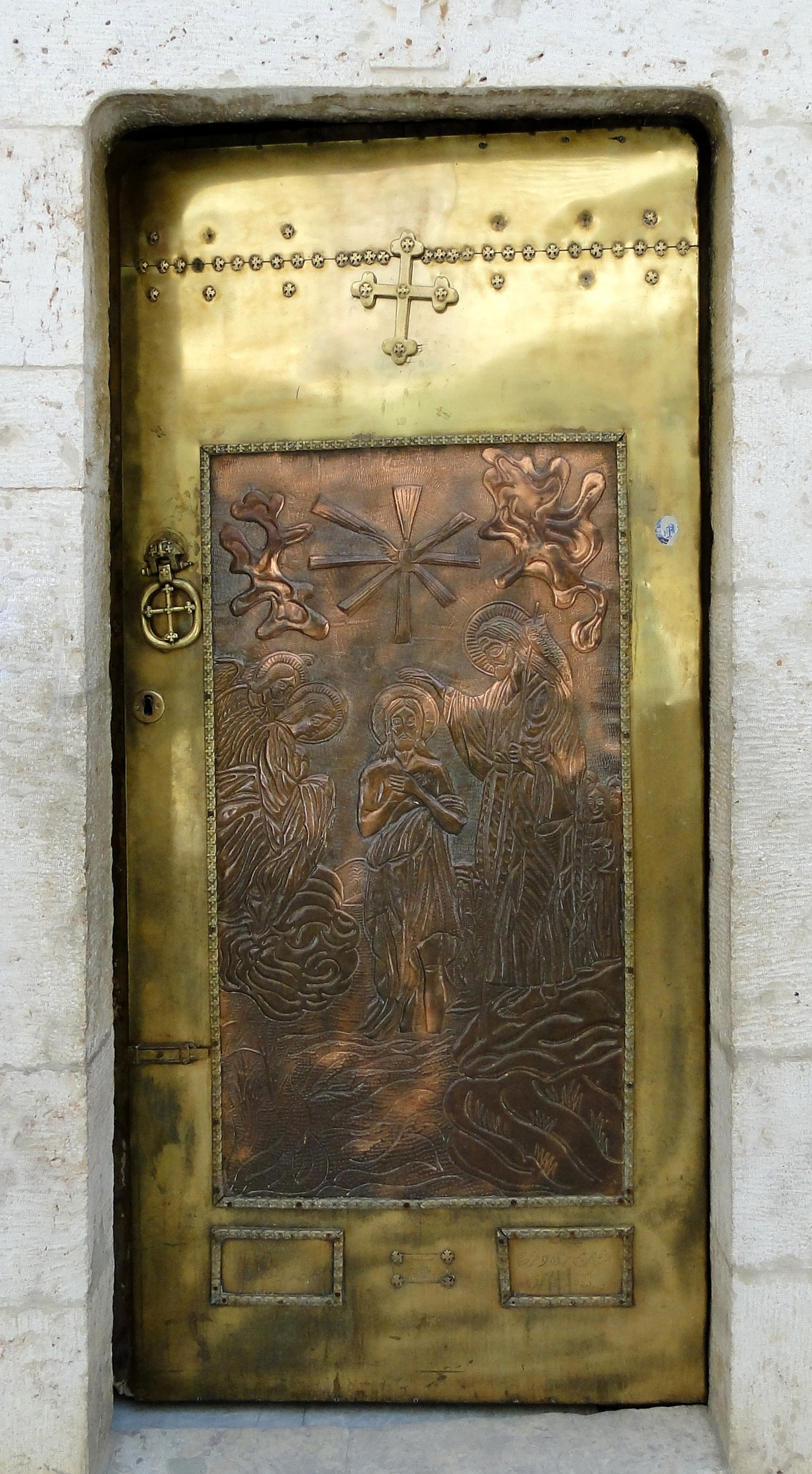
صورة باب كنيسة مار تقلا، معلولا ، سوريا.

لكلِّ أيقونة مدلولات عقائديَّة وتعليميَّة انعكست من خلال العناصر المشكِّلة لها وهي الخلفيَّة، الوجه، الأنف، الفم والشِّفاه، العينان، الأذنان، اللِّحية، اليدان والجَّسد. كما حرص فنُّ الأيقونات على الالتزام بمبادئ الرَّسم والألوان انطلاقًا من الخلفيَّة المذهَّبة، والتي ترمز إلى مجد الملكوت، وعالم القدِّيسين، حيث يعدُّ اللُّون الذّّهًبيُّ سيِّد الألوان. أظهرت الأيقونات القديمة ثياب المسيح والقدِّيسين بألوان ذهبيَّة، كما كان فنُّ الأيقونة البيزنطيّ يبالغ في استخدام اللَّون الذَّهبي لإظهار عظمة المسيح وبهائه للمؤمنين.
كما اعتمد فنَّانوا الأيقونة على الرَّمز والدِّلالة في إظهار قدسيَّة الوجوه، وأظهروا أنف المسيح والقدِّيسين على شكل خط مضيئ، دونما ظلال لأنَّ النُّور الإلهيّ يلغي كلَّ ظل. وحمل الفم والشِّفاه دلالات قدسيَّة مكملةً المشهد الرَّمزيّ للوجه ذو الفم الصَّغير والمغلق لكونه مختصًا بجسد روحيّ لا يعنيه الطَّعام ولا الشَّراب، وفي صمته دلالة على عدم التَّأثُّر بالأحداث لأنَّ فم القدِّيسين مطبق على السرِّ الإلهيّ ، وبشكل عام كانت كلُّ السِّمات معنويَّةً مجرَّدةً عن التُّراب.
كما حرص فنَّانوا الأيقونة على أن تبدو العيون لوزيَّةً ومستديرةً في إشارة إلى الزُّهد والنَّفس التي أيقنت وأدركت الصَّفاء في الله، وكانت ترسم باستدارة أكبر للإشارة إلى توتُّر ما يعيشه القدِّيس، أو نصف مغلقة عندما يكون مرادها الإشارة إلى السُّكون والرَّاحة. وكثيرًا ما كانت العينان بارزتان ونظرتهما ثاقبة في الأيقونات، ومحاطة بقوسي الحاجبين لتظهر النَّظرة ثابتةً في تحديقها. تجلَّت أعلى درجات الرَّمزيَّة عند رسَّامي الأيقونة لدى رسمهم للأذنين، وحرصوا على أن تبدو الأذنان على التصاق بالخدَّين في حالة عدم إصغاء لصوت هذا العالم، وإنَّما تستمعان إلى صوت الله فيهما، والصَّوت الدَّاخليّ للقدِّيس المنشغل بالأبديَّة والخلود.
يعتبر القدِّيس لوقا الرَّسَّام الأوَّل في المسيحيَّة، والمؤسِّس الأوَّل لفنِّ الأيقونة برمزيَّته وقدسيَّته التي أخذ عنها المتأخِّرون حتَّى وقتنا هذا، واستطاع الفنَّانون تجلِّي اللًّاهوت عبر وجه المسيح، وارتقوا عبر ذلك الوجه المقدَّس إلى اللَّامنظور الذي يتبدَّى بجماله السَّماويِّ جاذبًا مجامع أعين المؤمنين إليه.
أمَّا بالنسبة للأيدي، فغالبًا ما كانت تنطبق المعايير الفنِّيَّة لرسم الوجه على الأجزاء العارية من الجِّسم، والتي تنبثق عن مثال روحيٍّ في أغلب الحالات كما حرص الفنَّانون على الحفاظ على التَّوازن بين تقاسيم الوجه واليدين. فعندما يكون الوجه قاسيًا وصلبًا تأتي اليد صلبةً، والعكس صحيح. فالفنَّان يوحي برسمه هذا إلى القوَّة والعظمة بناءً على ما حدَّده الإنجيل، كما تهتمُّ نظرة الأيقنة الأرثوذكسيَّة في إبراز معالم الجَّمال الرُّوحي عبر الوسائل الفنيَّة التي تعبِّر عن ذلك العالم دونما أن تتطرَّق إلى وصفه، فصوَّرت القدِّيسين والأشخاص السَّماويِّين بطريقة يحذف فيها الحجم والثِّقل بقدر المستطاع لإظهار الرُّوح و القداسة في آن معًا، فيما صوَّرت الأشخاص المحرومين من روح الموهبة الإلهيَّة على شكلهم المادِّي والطبيعيّ لإحداث تمايز بين هذين الصِّنفين من البشر.

## ترميم الأيقونات

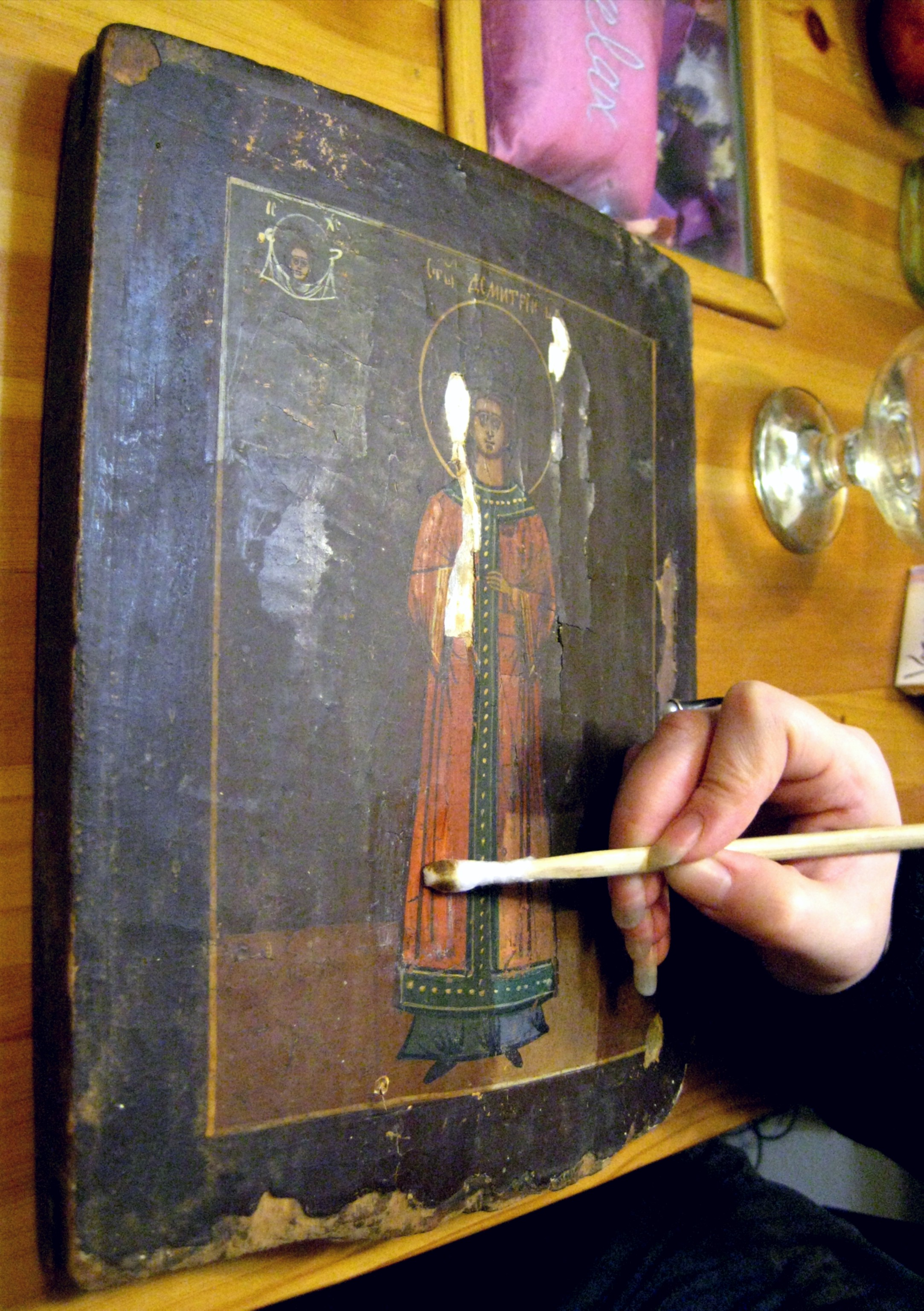
صورة أيقونة متضررة يتم العمل على ترميمها، انتفاخ الخشب وتآكل بعضه واضح عليها.

التَّرْمِيْمُ فن قديم يقوم على إعادة الأجزاء المفقودة من اللوحات أو الآثر ليعود إلى شكله الأصلي، وأصبح هذا الفَنُّ عِلْمًا مُنْذُ القرن التاسع عشر الميلادي، وَوُضِعَتْ لَهُ قَوَاعِدٌ وَأُصُوْلٌ شَيْئًا فَشَيْئًا.
وَأَصْبَحَ هَذَا تَتَطَلَّبُ عَمَلِيَّةُ تَرْمِيْمِ الأَيْقُوْنَةِ عَالِمًا يَدْرُسُ مَوَادَهَا وَفَنَّانًا مُرَمِّمًا يَقُوْمُ بالأَعْمَالِ الفَنِيَّةِ، وَأَحْيَانًا يُشَارِكُ مٌؤَرِّخٌ فِي دِرَاسَةِ العَمَلِيَّةِ قَبْلَ القِيَامِ بهَا. وَمِنَ المُتَعَارَفِ عَلَيْهِ فِي عِلْمِ التَّرْمِيْمِ أَنَّهُ لَا يُفَضَّلُ إِكْمَالُ الأَجْزَاءِ المُتَآكِلَةِ مِنَ الأَيْقُوْنَةِ، بَلْ تُوْضَعُ مَوَادٌ مَانِعَةٌ لِلتَآَكُلِ وَالتَّسَاقُطِ فِي الأَمَاكِنِ المُتَآَكِلَةِ كَي لَا تَفْقِدَ الأَيْقُوْنَةُ مِنْ قِيْمَتِهَا.

### طبيعة الأضرار التي تصيب الأيقونة
لَا بُدَّ مِنْ مَعْرِفَةِ أَنَّ الأَيْقُوْنَاتِ تَحْتَاجُ إِلَى صِيَانَةٍ مُسْتَمِرَّةٍ خَاصَّةً إِذَا مَا تَعَرَّضَتْ إِلَى صَدَمَاتٍ خَارِجيَّةٍ أَوْ إِذَا مَا وُضِعَتْ لِفَتْرَةٍ طَوِيْلَةٍ فِي أَجْوَاءَ رَطْبَةٍ أَوْ مُلَوَّثَةٍ بالغَازَاتِ، وَمِنَ الأَضْرَارِ التِي تُصِيْبُ الأَيْقُوْنَة:
- الإِعْوِجَاج حَيْثُ أَنَّ الرُّطُوْبَةَ أَوْ الجَفَافَ فِي الخَشَبِ قَدْ تُؤَدِّي إِلَى التَّحَدُّبِ وَالتَّقَعُّرِ، وَمِنْ هُنَا كَانَ يُنْصَحُ بوَضْعِ أَرْضِ خَلْفِيَّةٍ لِلأَيْقُوْنَة.
- الحَشَرَاتُ وَخُصُوْصًا التِي تَتَغَذَّى عَلَى مَادَّةِ الخَشَبِ الدَّاخِلِيَّةِ وَمَا تَصْنَعُهُ مِنْ أَنْفَاقٍ دَاخِلَ الخَشَبِ، وَمِنْهَا القُرْنُبيَّات، سُوْسَةُ الخَشَبْ، الليكتُوس، السرفة.
- الفُطُوْرُ التِي تَتَكَاثَرُ بسُرْعَةٍ فِي الوَسْطِ الرَّطْبِ وَتُهَاجمُ المَوَادَ العُضْوِيَّةَ، فَهِيَ تَنْفُذُ فِي الشُّقُوْقِ وَتُسَبِّبُ التَّعَفُّنَ وَتَغَيُّرَ اللَّوْنِ وَإزْرِقَاقَهُ، الأَمْرُ الذِي يُفْقِدُ الخَشَبَ خَوَاصَهُ الآَلِيَّةَ وَالفِيْزيَائِيَّةَ وَالكِيْميَائِيَّة.
- الحَرَائِقُ التِي مَا تُشَكِّلُ فِي الغَالِبِ الضَّرْبَةَ القَاضِيَّةَ عَلَى الأَيْقُوْنَةِ أَوْ عَلَى أَجْزَاءَ كَبيْرَة مِنْهَا فَالنَّارُ تَلْتَهِمُ الخَشَبَ بسُرْعَةٍ وَتُحَوِّلُهُ إِلَى فَحْم.
- أَضْرَارُ القُمَاشِ وَهِي الأَضْرَارُ التِي تُصِيْبُ القُمَاشَ الخَام المُلْتَصِقَ عَلَى الخَشَبِ وَمِنْهَا التَآكُلُ وَالإهْتِرَاءُ بسَبَبِ عَوَامِلِ الوَقْتِ وَالرُّطُوْبَة.
- الصُّدُوعُ التِي يُسَبِّبُهَا تَقَلُّصُ بَعْضِ أَنْوَاعِ الدِهَانَاتِ مَعَ مُرُوْرِ الوَقْتِ، وَمِنْ أَسْبَابهَا عَدَمُ تَلَاؤُمِهَا مَعَ تَقَلُّصَاتِ وَتَمَدُّدَاتِ الخَشَبْ.
- التَقَبُّبَاتُ النَاجمَةُ عِنْ انْفِكَاكِ الأَلْوَانِ مِنَ الأَسَاسِ غَيْرِ المُتَمَاسِكِ وَمِنْهَا مَا يَكُوْنُ عَلَى شَكْلِ تَقَعُّرٍ أَوْ انْتِفَاخٍ، وَيَرْجعُ سَبَبُهَا لِفُقْدَانِ الدِّهَانِ مُرُوْنَتَهُ مَعَ مُرُوْرِ الوَقْت.
- الثَّغَرَاتُ بسَبَبِ فُقْدَانِ جُزْءٍ مِنَ الطَّبَقَةِ التَّصْوِيْرِيَّةِ وَمِنْ أَسْبَابهَا سُقُوْطُ القِشْرَةِ عَنْ التَّقَبُّبَات.
- التَّدَخُلَاتُ غَيْرِ المٌخْتَصَّةِ التِي تَزِيْدُ مِنْ سُوْءِ حَالَةِ الأَيْقُوْنَة.

## وصلات خارجية
- فن الايقونة من الموسوعة العربية
- الايقونة الكريتية
- حول الأيقونات من يرسمها وما هي تقنيات الرسم